# Haarwormen
Haarwormen zijn parasitaire rondwormen, die tot het geslacht Capillaria (synoniem: Eucoleus) behoren. Ze komen voor in de organen van gewervelde dieren. Bij mensen komen vooral de longhaarworm (Capillaria aerophila), de leverhaarworm (Capillaria hepatica) en in Azië Capillaria philippinensis (de veroorzaker van capillariasis). Mensen kunnen geïnfecteerd worden door het eten van ongewassen, besmette groenten en fruit en door het drinken van besmet water. Verder komen haarwormen voor bij honden en gevogelte.
Haarwormen zijn dunne, 7 tot 60 mm lange rondwormen. Zoals bij alle Trichuridae bestaat de slokdarm (oesofagus) uit een gespierd voorste deel en een beklierd achterste deel. In tegenstelling tot die bij de zweepwormen (Trichuris) is het staarteind niet verdikt. De mannetjes hebben maar een spiculum met niet altijd een gubernaculum.
Er worden ongeveer 300 soorten onderscheiden. Sommige auteurs echter verdelen deze soorten over tot wel 22 geslachten: Amphibiocapillaria, Aonchotheca, Baruscapillaria, Calodium, Capillaria, Capillostrongyloides, Crocodylocapillaria, Echinocoleus, Eucoleus, Freitascapillaria, Gessyella, Liniscus, Paracapillaria, Paracapillaroides, Pearsonema, Paratrichosoma, Pseudocapillaria, Piscicapillaria, Pseudocapillaroides, Pterothominx, Schulmanela en Tenoranema. In de medische parasitaire literatuur wordt echter voornamelijk de geslachtsnaam Capillaria gebruikt.

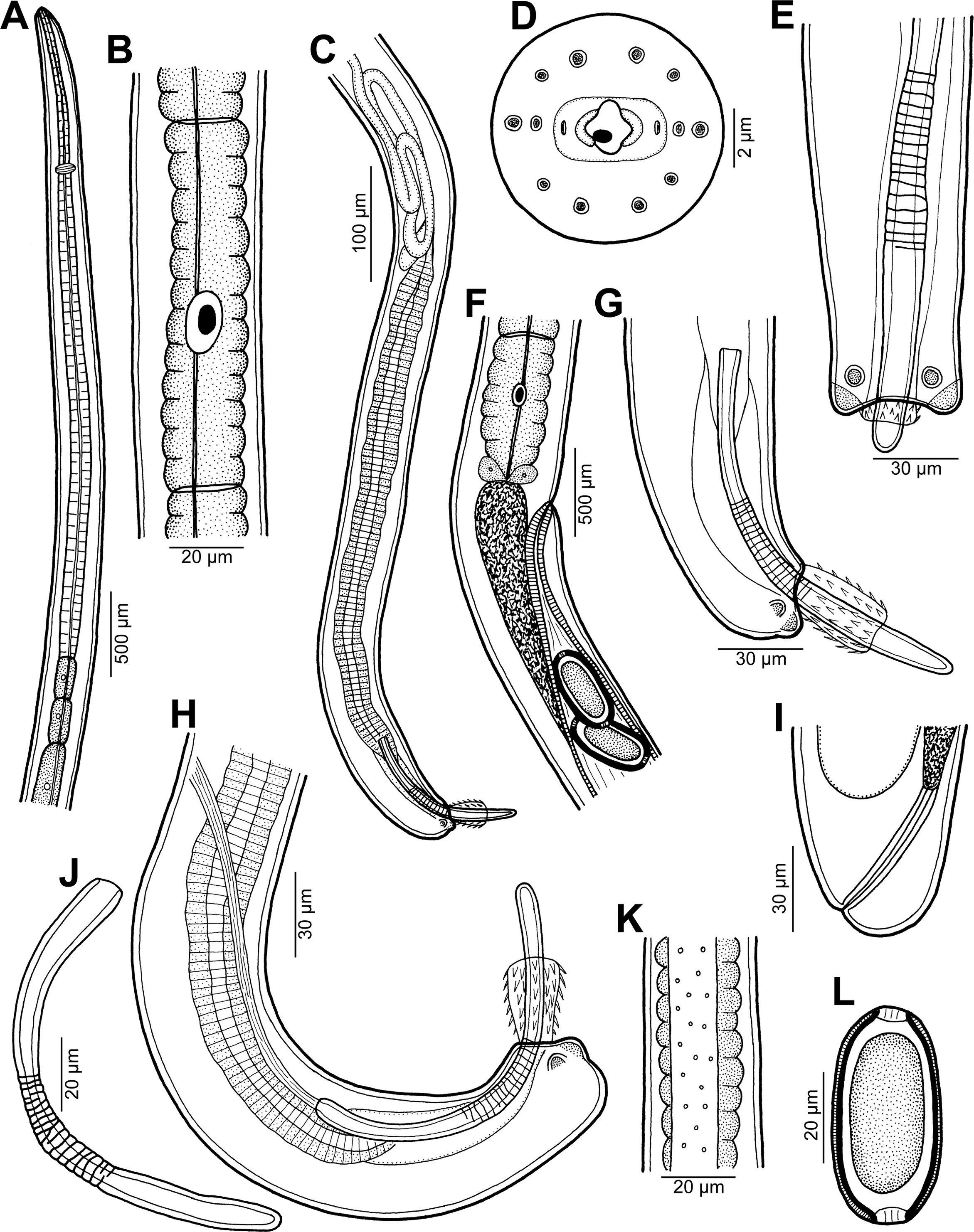
Capillaria plectropomi, A: kopeind van een mannetje, lateraal aanzicht. B: stichocyt in het midden van de stichosoom. C: staarteind mannetje, lateraal aanzicht. D: kop vrouwtje met papillen, apicaal aanzicht. E: staarteind mannetje, ventraal aanzicht F: gebied van de vulva, lateraal aanzicht. G, H: staarteind mannetje (verschillend exemplaren), lateraal aanzicht. I: staart vrouwtje, lateraal aanzicht. J: spiculum, lateraal aanzicht. K: laterale bacillaire band bij het slokdarmgebied, lateraal aanzicht. L: rijp ei.
Capillaria plectropomi A en B: Kop, dorsoventraal en apicaal aanzicht, C: zelfde, apicaal aanzicht bij verschillende exemplaren, D, E: Staarteind met uitgestoken spiculum en gubernaculum, dorsaal aanzicht bij twee verschillende exemplaren, F: staarteind mannetje, lateraal aanzicht, G: staarteind vrouwtje, ventraal aanzicht. a, amfide; b, koppapillen van binnenste cirkel; c, koppapillen van buitenste cirkel; d, mannelijke dorsolaterale koplob; g, stilet; v, laterale koppapillen.
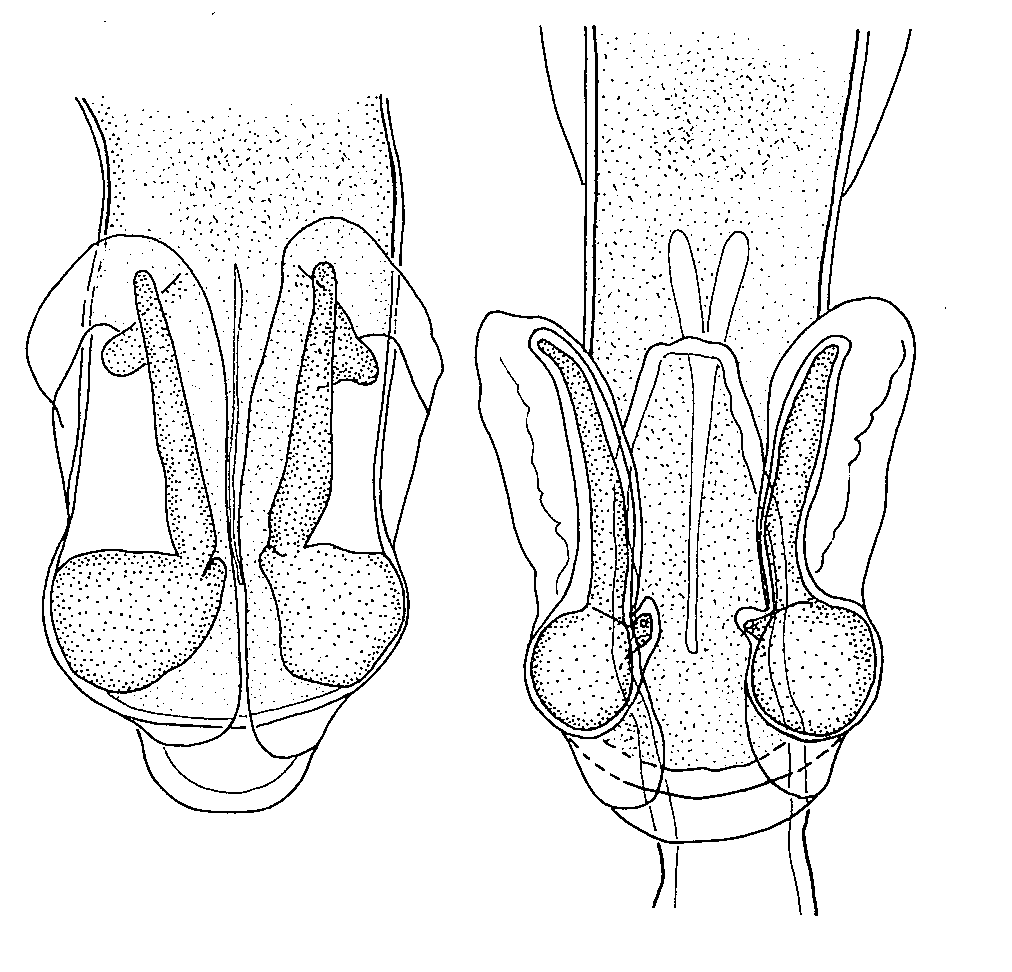
Staarteind van mannelijke Capillaria brochieri
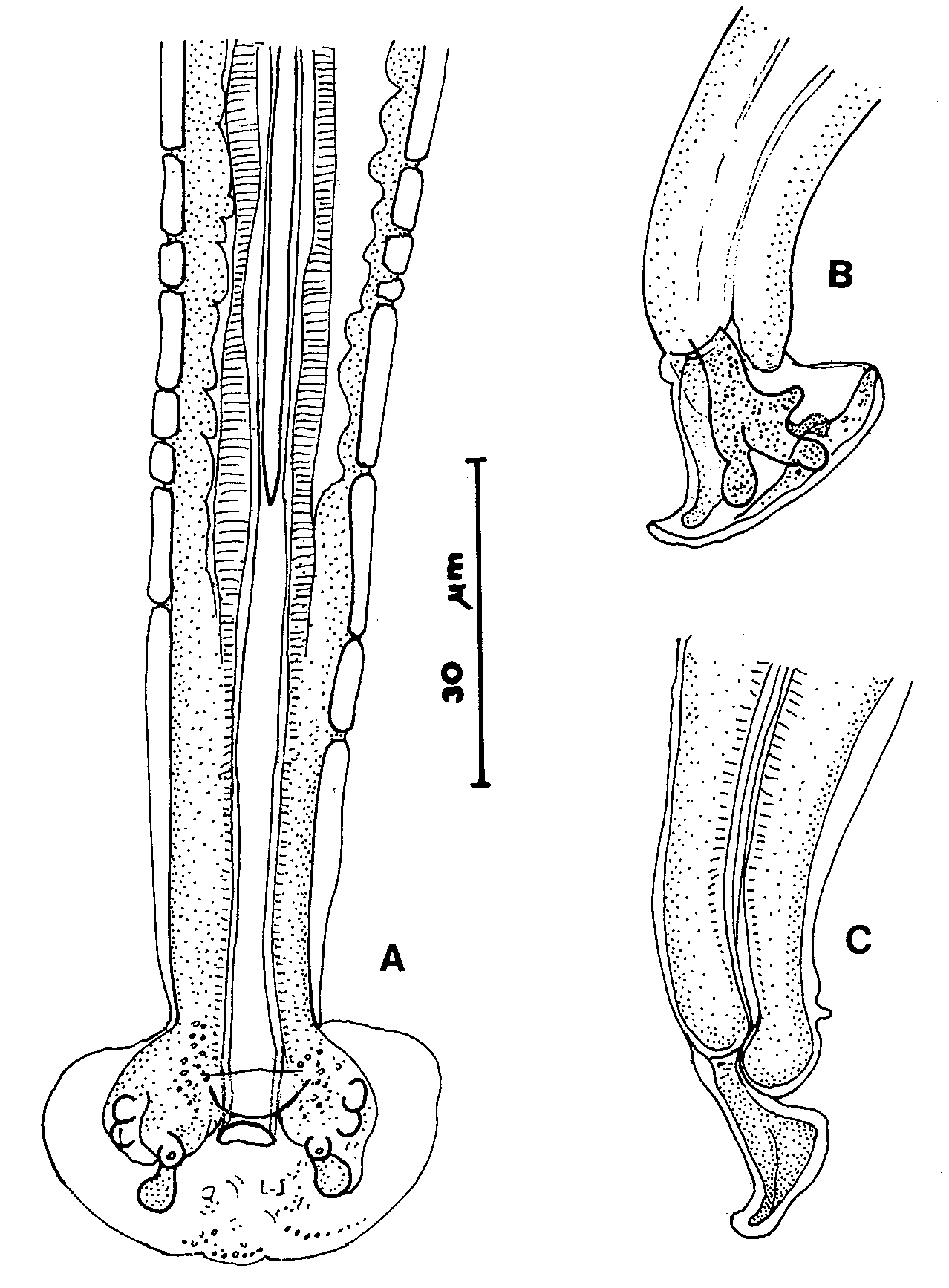
Staarteind van mannelijke Capillaria alcoveri
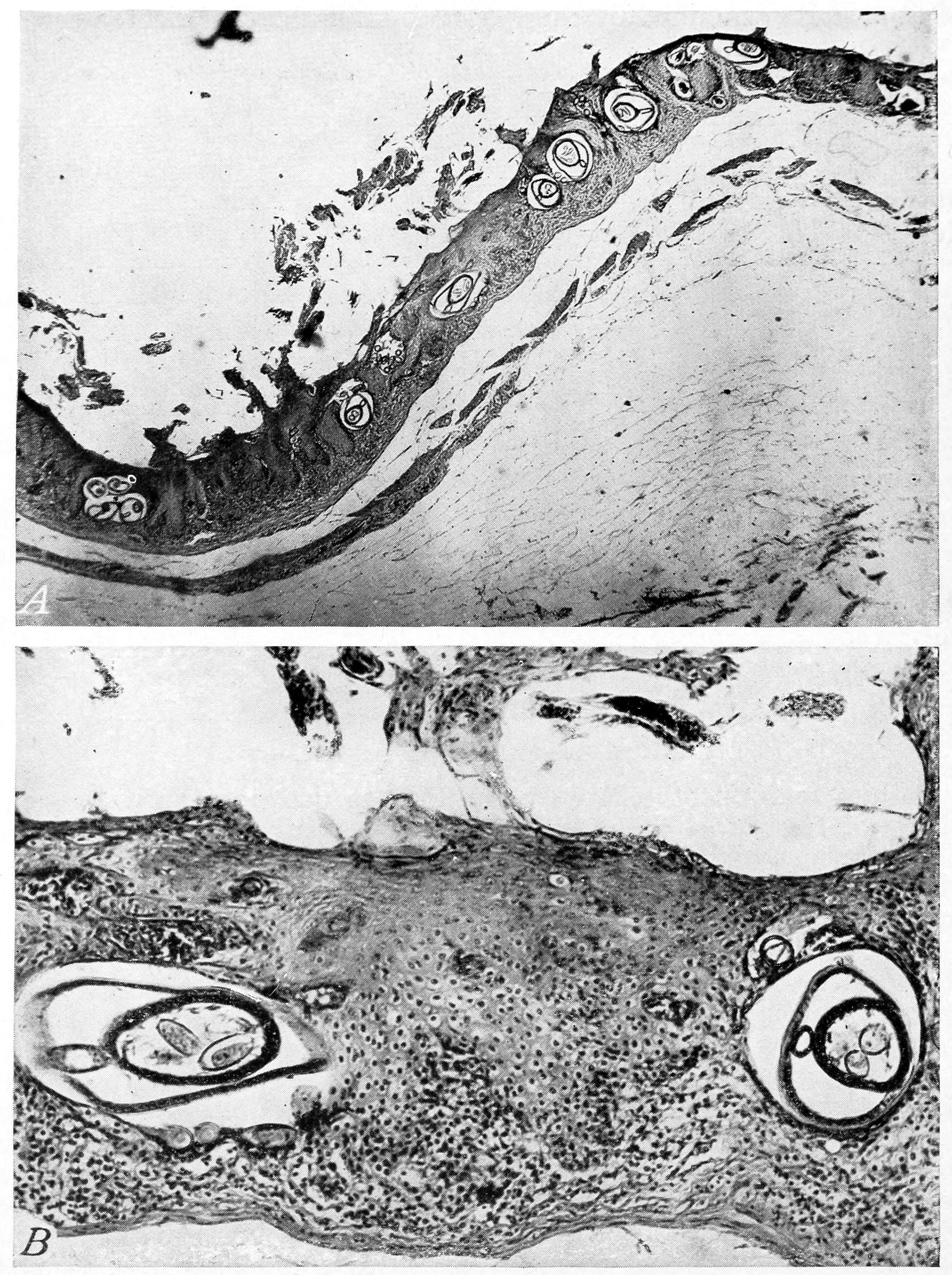
Capillaria contorta in krop van boomkwartel
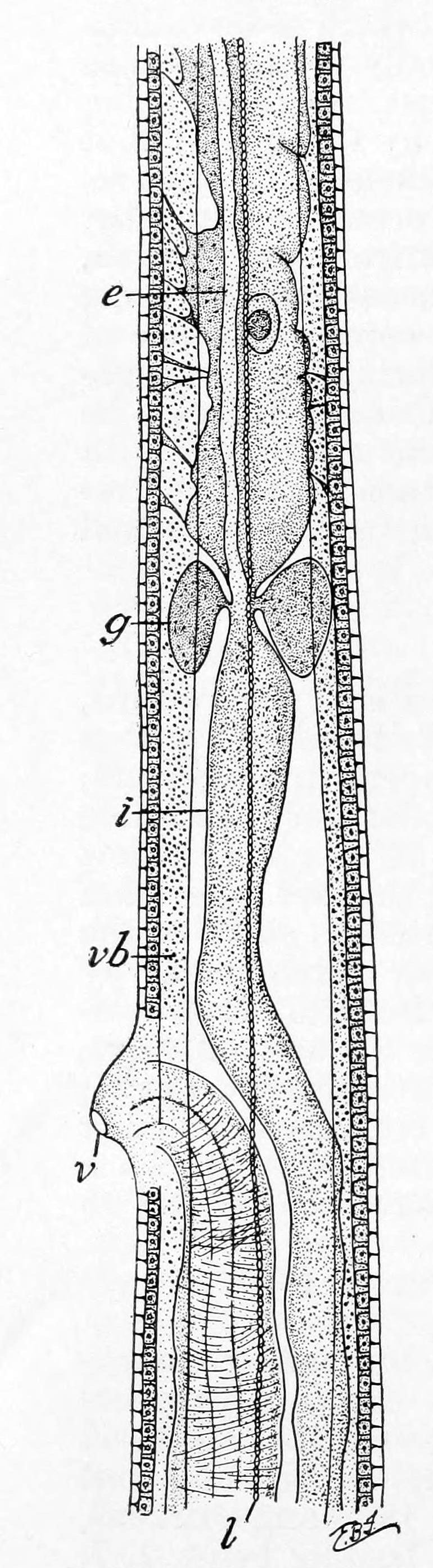
Capillaria contorta omgeving vulva. e. slokdarm g. klier i. darm l. laterale vezellaag v. vulva vb. ventrale vezellaag
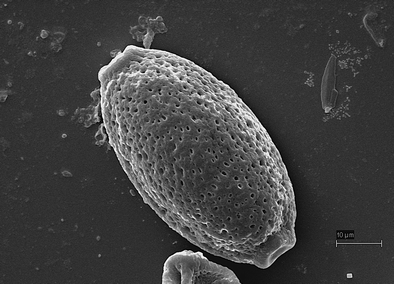
Ei van Capillaria boehmi
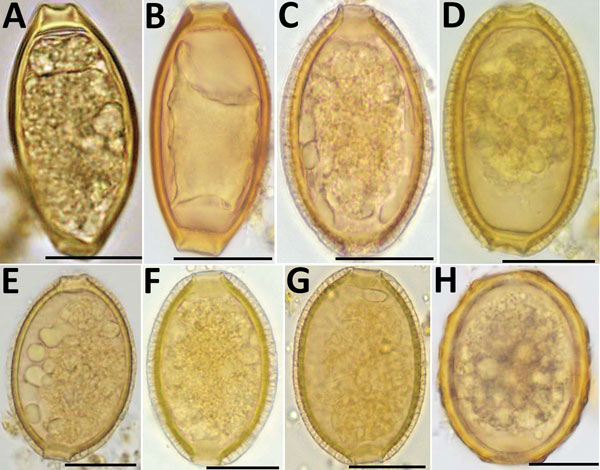
C t/m G: Eieren van Capillaria sp.

## Levenscyclus

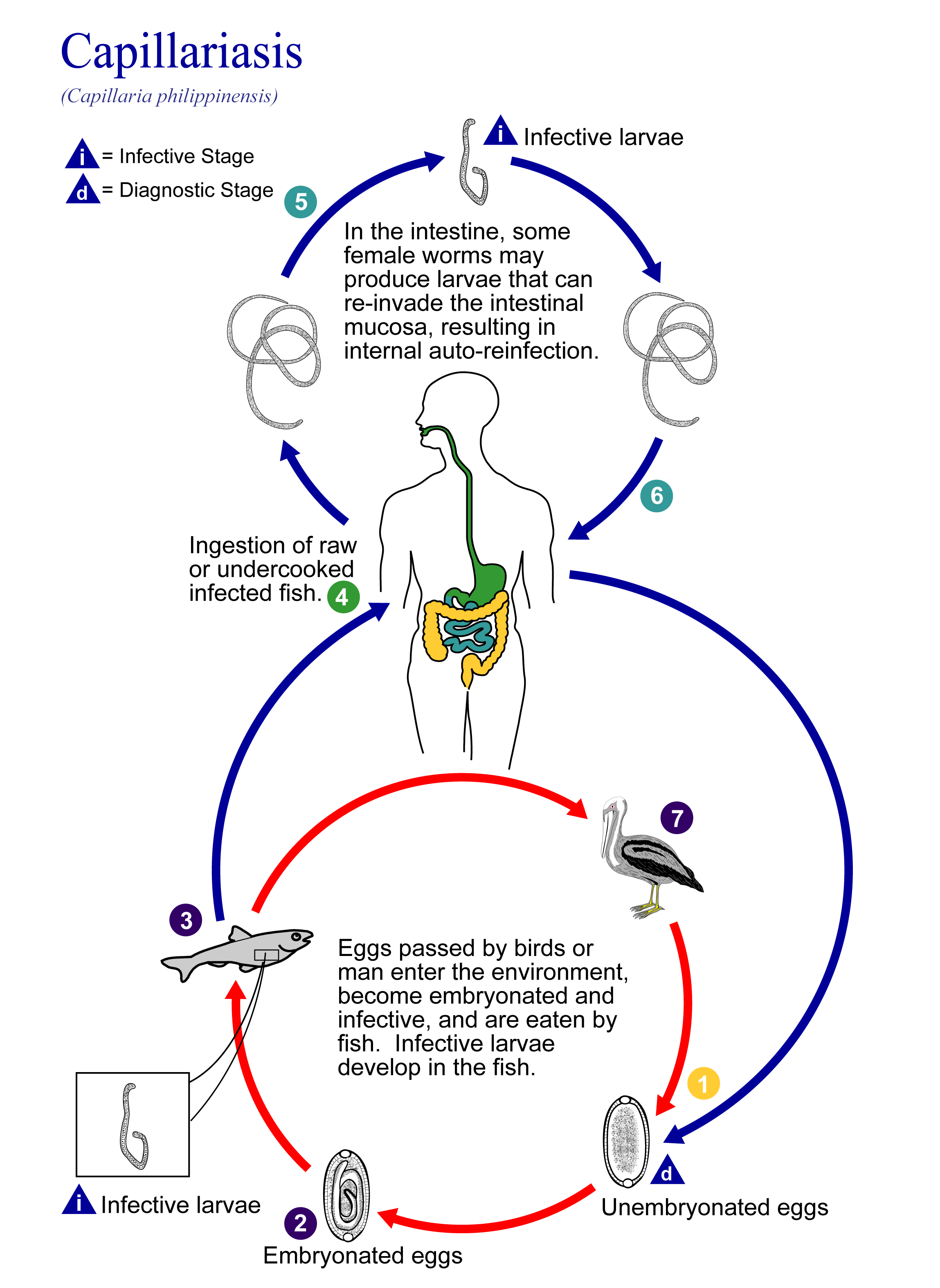
Levenscyclus van Capillaria philippinensis

De gehele levenscyclus vindt plaats in hetzelfde organisme.

## Soorten
Enkele soorten zijn:
- Capillaria aerophila; nieuwe naam Eucoleus aerophilus; een parasiet van de luchtwegen van vossen en andere zoogdieren
- Capillaria gastrica; een parasiet bij knaagdieren
- Capillaria hepatica; nieuwe naam Calodium hepaticum; veroorzaker van hepatische capillariasis bij mensen
- Capillaria philippinensis; nieuwe naam Paracapillaria philippinensis; veroorzaker van intestinale capillariasis bij mensen
- Capillaria plica; nieuwe naam Pearsonema plica; een parasiet van de urinewegen bij honden en andere zoogdieren
- Capillaria feliscati; nieuwe naam Pearsonema feliscati; een parasiet van de urinewegen bij katten en andere zoogdieren
- Capillaria boehmi; nieuwe naam Eucoleus boehmi
- Capillaria plectropomi